# Alfabet català
L'alfabet català és la variant de l'alfabet llatí usada per a escriure la llengua catalana. Consta de les 26 lletres de l'alfabet llatí, algunes de les quals poden ser modificades per diacrítics. Actualment l'alfabet es compon de vint-i-sis lletres, més sis dígrafs (conjunts de dues lletres que representen un sol fonema).
A més a més de les lletres, hi ha tres signes diacrítics: l'accent greu (`), l'accent agut (´) i la dièresi (¨), i alguns caràcters especials com el guionet (-) i el punt volat (·) de la ela geminada.

## Lletres i ordre alfabètic
Aquesta versió és l'establerta per les normes ortogràfiques proposades per Pompeu Fabra i Poch i adaptades, posteriorment, per l'IEC i l'AVL:
|    | Grafema | Nom del grafema (IEC) | Nom del grafema (AVL) | Pronúncia          | Remarques                                                                      |
| -- | ------- | --------------------- | --------------------- | ------------------ | ------------------------------------------------------------------------------ |
| 1  | A a     | a                     | a                     | [ä], [ə]           | amb les variacions À, à                                                        |
| 2  | B b     | be o be alta          | be o be alta          | [b], [β], [p]      |                                                                                |
| 3  | C c     | ce                    | ce                    | [k], [s], [ɡ]      |                                                                                |
| 4  | D d     | de                    | de                    | [d], [ð], [t]      |                                                                                |
| 5  | E e     | e                     | e                     | [ε], [e], [ə]      | amb les variacions É, é i È,è                                                  |
| 6  | F f     | efa                   | efe o ef              | [f], [v]           |                                                                                |
| 7  | G g     | ge                    | ge                    | [ɡ], [ɣ], [ʒ], [k] |                                                                                |
| 8  | H h     | hac                   | hac                   | muda o [h]         |                                                                                |
| 9  | I i     | i                     | i                     | [i], [i̯]           | amb les variacions Í,í, Ï,ï                                                    |
| 10 | J j     | jota                  | jota                  | [ʒ]                |                                                                                |
| 11 | K k     | ca                    | ca                    | [k]                | només emprada en paraules d'origen estranger                                   |
| 12 | L l     | ela                   | ele o el              | [ɫ]                |                                                                                |
| 13 | M m     | ema                   | eme o em              | [m], [ɱ]           |                                                                                |
| 14 | N n     | ena                   | ene o en              | [n], [ŋ], [ɱ]      |                                                                                |
| 15 | O o     | o                     | o                     | [ɔ], [o], [u]      | amb les variacions Ó,ó i Ò,ò                                                   |
| 16 | P p     | pe                    | pe                    | [p], [b]           |                                                                                |
| 17 | Q q     | cu                    | cu                    | [k]                |                                                                                |
| 18 | R r     | erra                  | erre o er             | [r], [ɾ]           |                                                                                |
| 19 | S s     | essa                  | esse o es             | [s], [z]           |                                                                                |
| 20 | T t     | te                    | te                    | [t], [d]           |                                                                                |
| 21 | U u     | u                     | u                     | [u], [u̯]           | amb les variacions Ú,ú i Ü,ü                                                   |
| 22 | V v     | ve o ve baixa         | ve o ve baixa         | [b], [β], [v]      |                                                                                |
| 23 | W w     | ve doble o doble ve   | ve doble o doble ve   | [b], [β], [v], [w] | només emprada en paraules d'origen estranger                                   |
| 24 | X x     | ics o xeix            | ics o xeix            | [ʃ], [ks], [ɡz]    |                                                                                |
| 25 | Y y     | i grega               | i grega               | [i], [j]           | només emprada en el dígraf ny, alguns cognoms o en paraules d'origen estranger |
| 26 | Z z     | zeta                  | zeta                  | [z]                |                                                                                |

Encara que no són lletres de l'alfabet, hi ha dos signes que reben un nom especial: la ce trencada i la ela geminada.
| Grafema | Nom del grafema (IEC) | Nom del grafema (AVL) | Pronúncia | Remarques                                                                  |
| ------- | --------------------- | --------------------- | --------- | -------------------------------------------------------------------------- |
| Ç ç     | ce trencada           | ce trencada           | [s]       | és una lletra modificada, una variació de la z                             |
| L·L l·l | ela geminada          | ele (o el) geminada   | [ɫɫ]      | representa una ela doble, amb el punt volat per distingir-la del dígraf ll |

## Dígrafs
El català té els següents dígrafs, dues lletres que representen un sol so:
| Grafema | Nom del grafema (IEC) | Nom del grafema (AVL) | Pronúncia | Remarques                                      |
| ------- | --------------------- | --------------------- | --------- | ---------------------------------------------- |
| ll      | ela doble             | ele (o el) doble      | [ʎ]       | Consonant doble                                |
| rr      | erra doble            | erre (o er) doble     | [r]       | Consonant doble                                |
| ss      | essa doble            | esse (o es) doble     | [s]       | Consonant doble                                |
| ny      | ena i grega           | ene (o en) i grega    | [ɲ]       |                                                |
| qu      | cu u                  | cu u                  | [k]       | Amb u muda seguida de e o i'                   |
| gu      | ge u                  | ge u                  | [ɡ]       | Amb u muda seguida de e o i'                   |
| ix      | i xeix o i ics        | i xeix o i ics        | [ʃ] o [ʒ] | intervocàlic o després de vocal a final de mot |

Ortogràficament rr, ss i ix intervocàlic se separen en síl·labes diferents, a més de l·l.
El dígraf qu davant e, i té el mateix so que la c davant a, o, u, donant com a resultat la sèrie ca, que, qui, co cu. En altres casos, però, el grafema qu correspon a dues lletres que representen dos fonemes diferents, per exemple: quan, aquós, qüestió, aqüífer, etc. Igualment, el dígraf gu origina la sèrie ga, gue, gui, go, gu, i així mateix, hi ha casos en què el grafema gu representa dos fonemes: següent, pingüí, guant.
El conjunt ix és dígraf des del punt de vista del català oriental (perquè la i és muda), però no ho seria si és considerat des del punt de vista del català occidental (on la i sí que es pronuncia).
Existeix una controvèrsia a l'hora de considerar certs grafemes com a dígrafs: és el cas dels conjunts tg, tj, tx, tz i ig. Certs lingüístes, com Ruaix, Alarcos Llorach, Wheeller, Mariner, Mascaró, s'inclinen per tractar aquests conjunts no com a dígrafs, sinó com a grups bifonemàtics: és a dir, consideren que són dos sons diferents. Eines com l'Optimot, per contra, inclouen aquests grafemes dins els dígrafs del català.
Antigament, s'havien fet servir altres dígrafs com el ch (so /k/ a final de paraula i de vegades a dintre; o a dintre, per tx, sobretot al País Valencià i en gal·licismes i castellanismes), il, yl, ly, yll (tots al principi representant dos sons -una semivocal i una lateral, alveolar o palatal- i després amb el valor de la ll actual); yn per l'actual ny; gu per g davant a; ff per f, ch per c, th per t, ph per f, aquests quatre dígrafs en cultismes, etc. També s'havien emprat grafies simples actualment abandonades, fora dels cognoms, com y per la semivocal i, després, per la conjunció copulativa, l per ll, g per gu davant e o i; x darrere vocal per ix, entre d'altres.

## Nom de les lletres
Històricament, el nom d'algunes lletres ha estat diferent de l'actual, s'emprava: ef, el, em, en, er, es, itzeta/idzeta. També era diferent la pronúncia de la vocal d'algun dels noms de les lletres.
Antoni Rovira i Virgili va "condemnar" els noms de les lletres de l'abecé a la castellana o la italiana (efe, ele, eme, ene, esse), i va donar-hi els noms tradicionals (ef, el, em, en, es), divergint en aquest punt amb Pompeu Fabra. Albert Rossich sosté que l'opció normativa de Fabra (efa, ela, ema, ena) no era sinó una temptativa de catalanització dels noms castellans seguint la fonètica del català oriental. Rovira indica que el timbre de la e era tancat en el nom de totes les lletres tret del de la er, que era obert.

## L'alfabet català a través del temps
|    | Lluís d'Averçó (S. XIV) | Josep Ullastre i Llopis (1743) | Antoni Febrer (1804 ; 1821) | Pau Cardellach i Busquets (1840) | Pere Antoni Figuera i Tomàs (1840) | Josep Pau Ballot (1845) | Josep Escrig i Martínez (1851) | Pere Puiggarí (1852) | Pau Estorch i Siqués (1857) | Joan Pais i Melis (1899) | Antoni Careta (1901) | Jeroni Marvà (1932) | Josep Ruaix i Vinyet (1976) | Carles Salvador (1951) | Enric Valor(1977) | Francesc Ferrer Pastor (1994) |
| -- | ----------------------- | ------------------------------ | --------------------------- | -------------------------------- | ---------------------------------- | ----------------------- | ------------------------------ | -------------------- | --------------------------- | ------------------------ | -------------------- | ------------------- | --------------------------- | ---------------------- | ----------------- | ----------------------------- |
| a  | a                       | a/á                            | á                           | a                                |                                    | a                       | a                              | a                    | a                           | a                        | a                    | a                   | a                           | a                      | a                 | a                             |
| b  | be                      | be                             | bè                          | bè [bé]                          |                                    | be                      | bè                             | bé                   | bè                          | bé [be]                  | be                   | be (alta)           | be                          | be (alta)              | be                | be (alta)                     |
| c  | ce                      | ce                             | cè                          | cè [cé]                          |                                    | ce                      | cè                             | cé                   | cè                          | sé [ce]                  | ce                   | ce                  | ce                          | ce                     | ce                | ce                            |
| ç  |                         | ce trencada                    | çe                          |                                  |                                    | ce trencada             |                                |                      |                             |                          | ce trencada          |                     | ce trencada                 |                        | ce trencada       |                               |
| d  | de                      | de                             | dè                          | dè [dé]                          |                                    | de                      | dè                             | dé                   | dè                          | dé [de]                  | de                   | de                  | de                          | de                     | de                | de                            |
| e  | e                       | e/é                            | é                           | é [ę]                            |                                    | e                       | é                              | é                    | e                           | é [e]                    | e                    | e                   | e                           | e                      | e                 | e                             |
| f  | ef                      | ef                             | èf                          | ef(a) [éf(a)]                    | ef                                 | ef                      | èf                             | ef                   | èf                          | efe [efa]                | éf                   | efa                 | efe                         | efa                    | efe               | ef                            |
| g  | ge                      | ge                             | gè                          | gè [gé]                          |                                    | ge                      | ge                             | gé                   | gè                          | gé [ge]                  | ge                   | ge                  | ge                          | ge                     | ge                | ge                            |
| h  |                         | hac                            | ác/ac                       | ac o atxe                        |                                    | hac                     | ache                           | hac                  | hac                         | aca [hac]                | ache                 | hac                 | hac                         | hac                    | hac               | hac                           |
| i  |                         | i                              | í/i                         | i                                |                                    | i                       | i                              | i vocal              | i                           | i                        | i                    | i (llatina)         | i                           | i (llatina)            | i                 | i                             |
| j  | jota                    | jota                           | jóta                        | jota                             |                                    | jota                    | jota                           | i consonant          | jota                        | giota [jota]             | jota                 | jota                | jota                        | jota                   | jota              | jota                          |
| k  |                         | ka                             | ká/cá                       | k                                |                                    | ka                      | ka                             | ca                   |                             |                          | ca                   |                     | ca                          |                        | ca                | ca                            |
| l  |                         | el                             | èl                          | el ; èle [élé]                   | el                                 | el                      | él                             | el                   | èl                          | èle [ela]                | èl / el·le           | ela                 | ele                         | ela                    | ele               | el                            |
| ll |                         | ell                            | lle/dobla èl                | ell ; èlla [élla]                |                                    | ell                     | èll                            | éll                  | èll                         | eglie [ella]             | ell                  |                     |                             |                        |                   |                               |
| m  | em                      | em                             | èm                          | em ; èma [éma]                   | em                                 | em                      | èm                             | em                   | èm                          | ème [ema]                | ém                   | ema                 | eme                         | ema                    | eme               | em                            |
| n  |                         | en                             | èn                          | en ; èna [éna]                   | en                                 | en                      | èn                             | ny                   | èn                          | éne [ena]                | én                   | ena                 | ene                         | ena                    | ene               | en                            |
| ny | eny                     |                                | ñe                          | ñ                                |                                    | eny/èn tilla            | enye / eñe                     | eny                  | èñ                          | ègne [enya]              | eny                  |                     |                             |                        |                   |                               |
| o  | o                       | o                              | ó                           | o                                |                                    | o                       | o                              | o                    | o                           | ò [o]                    | o                    | o                   | o                           | o                      | o                 | o                             |
| p  | pe                      | pe                             | pè                          | pe [pé]                          |                                    | pe                      | pè                             | pé                   | pè                          | pé [pe]                  | pe                   | pe                  | pe                          | pe                     | pe                | pe                            |
| q  |                         | qu                             | cú/cu                       |                                  |                                    | cu                      | qu                             | cu                   | cu                          | cu                       | cu                   | cu                  | cu                          | cu                     | qu                | cu                            |
| r  | er                      | er                             | ér/érr                      | er ; érra [ęrra]                 |                                    | er                      | er                             | er                   | èr                          | erre [erra]              | er (no èrre)         | erra                | erre                        | erra                   | erre              | er                            |
| s  | es                      | es                             | ès/èss                      | es ; èssa [éssa]                 |                                    | es                      | es                             | és                   | ès                          | esse [essa]              | és                   | essa                | esse                        | essa                   | esse              | es                            |
| t  | te                      | te                             | tè                          | tè [té]                          |                                    | te                      | te                             | té                   | tè                          | té [te]                  | te                   | te                  | te                          | te                     | te                | te                            |
| u  |                         | u                              | ú/u                         | u                                |                                    | u                       | u                              | u vocal              | u                           | u                        | u                    | u                   | u                           | u                      | u                 | u                             |
| v  |                         |                                | ve/vè                       | vè [vé]                          |                                    | u consonant             | ve / be suau                   | u consonant          | vè                          | vé [ve]                  | ve                   | ve (baixa)          | ve                          | ve (baixa)             | ve                | ve (baixa)                    |
| w  |                         |                                |                             |                                  |                                    |                         |                                |                      |                             |                          | ve doble             |                     | ve doble                    |                        | ve doble          |                               |
| x  | xex                     | xex                            | xèxa                        | xeix ; equis                     |                                    |                         | ex / eix                       | xeix                 | xex                         | scesc [xeix]             | xeix                 | xeix o ics          | ics o xeix                  | ics, xeix              | ics o xeix        | xeix (o ics)                  |
| y  | i grega                 | y grega                        | y grèga                     | i grèga [gręga]                  |                                    | y grega                 | i greca (sic)                  | igrega (igrec)       | y grega                     | i greca [i grega]        | i grega              | i grega             | i grega                     | i grega                | i grega           | i grega                       |
| z  | ze (no itzeta)          | zeta                           | zeta                        |                                  |                                    | idzeta                  | cedeta / çeta                  | idzeta               | idzeta                      | zeta                     | zeta o idzeta        | zeta                | zeta                        | zeta                   | zeta              | zeta o itzeta                 |

Notes:
- Antoni Febrer i Pau Cardellach i Busquets usen els accents gràfics greu i agut al revés que en l'actualitat. Doncs: é és e oberta, ó és o oberta, jóta equival a jòta i ér equival a èr. La segona solució és la que hi ha a Principis de la lectura menorquina per un mahonès, de 1804.
- Els plurals dels noms tradicionals no tenen vocal de suport, tret de les esses i les xeixes: les ers, les efs, les ens.
- Les no obstruents i les fricatives sordes són e + consonant: er, el, em, en, ef, es. Les oclusives són consonant + e: be, de, pe, te i també ge, ce, qu i ve. De més a més hi ha hac, xeix, i grega, zeta o itzeta.